# Brice Prairie
Brice Prairie é uma Região censo-designada localizada no estado norte-americano de Wisconsin, no Condado de La Crosse.

## Demografia
Segundo o censo norte-americano de 2000, a sua população era de 1804 habitantes.

## Geografia
De acordo com o United States Census Bureau tem uma área de 
11,7 km², dos quais 11,7 km² cobertos por terra e 0,0 km² cobertos por água.

## Localidades na vizinhança
O diagrama seguinte representa as localidades num raio de 12 km ao redor de Brice Prairie. 